# Giovannino Guareschi

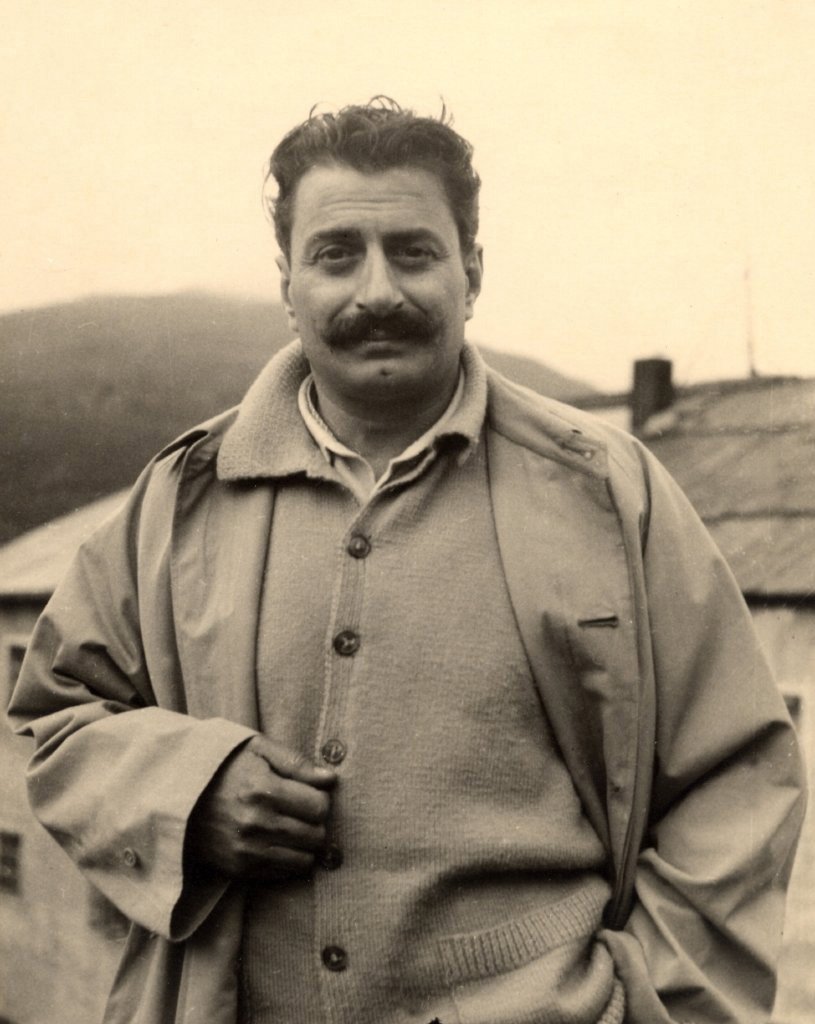
Giovannino Guareschi

Giovannino Guareschi (Roccabianca, 1 mei 1908 - Cervia, 22 juli 1968) was een Italiaans journalist, humorist en romanschrijver. Hij verkreeg internationale bekendheid met zijn boeken over de katholieke priester Don Camillo, die het voortdurend aan de stok had met de communistische burgemeester Peppone.

## Biografie
Guareschi werd in 1908 geboren in Fontanelle di Roccabianca in Italië in een gezin uit de middenklasse. Zijn ouders raakten in 1926 al hun geld kwijt, zodat hij zijn opleiding niet kon voltooien. Na een mislukte studie aan de universiteit van Parma had hij allerlei baantjes. Na enige tijd ging hij werken voor een plaatselijke krant. In 1929 werd hij redacteur van het satirische tijdschrift Corriere Emiliano en van 1936 tot 1943 was hij hoofdredacteur van net zo'n blad, Bertoldo.
In de eerste jaren van de Tweede Wereldoorlog bekritiseerde hij het bewind van Mussolini. In 1943 werd hij opgeroepen voor militaire dienst, wat hem waarschijnlijk behoedde voor ernstige problemen met de fascisten. Toen Italië later in 1943 een wapenstilstand sloot met de geallieerden was Guareschi aan het oostfront. Hij werd krijgsgevangen gemaakt door de Duitsers en zat met andere Italiaanse soldaten drie jaar vast in kampen in Polen en Duitsland, o.a. Kamp Sandbostel. Over die tijd schreef hij later Diario Clandestino 1943-1945 (Clandestien Dagboek).
Na de oorlog keerde hij naar Italië terug en richtte hij een monarchistisch satirisch tijdschrift op, Candido. Italië werd een republiek en Guareschi koos de zijde van de christendemocraten. De communisten moesten het in zijn satirische aanvallen steeds opnieuw ontgelden. De communisten leden in 1948 een zware nederlaag bij de verkiezingen, waarna Guareschi zijn pijlen op de christendemocraten richtte.
In Candido verschenen de eerste verhalen van Don Camillo, die in 1948 in boekvorm verschenen, uitgegeven door Guareschi's vaste uitgever Rizzoli. De verhalen waren vanaf de eerste publicaties een succes in Italië en de rest van de wereld volgde snel.
Na de opheffing van Candido begon Guareschi met zijn gezondheid te sukkelen en ging hij om gezondheidsredenen steeds vaker naar Zwitserland. In 1968 overleed hij in Cervia aan een hartaanval.

## Boeken (zie ookDon Camillo)
- "La scoperta di Milano" (1941)
- "Il destino si chiama Clotilde" (1943) Ned. vert. "Het noodlot heet Clotilde. Roman van liefde en avontuur"
- "Il marito in collegio" (1944) Ned. vert. "Mijn man is op kostschool"
- "Favola di natale" (1945)
- "Diario Clandestino 1943-1945" (1946)
- "Italia Provvisoria" (1947)
- "Lo zibaldino" (1948)
- "Corrierino delle famiglie" (1954) Ned. vert. "De familie Guareschi" (1960)
- "Vita in famiglia" (1968) Ned. vert. "De gekke wereld van Guareschi"

## Nederlandse vertalingen van de Don Camillo-reeks
- "Don Camillo en de kleine wereld" (Mondo piccolo 'Don Camillo')
- "Don Camillo in Rusland" (Il compagno Don Camillo)
- "Don Camillo en zijn kudde" (Don Camillo e i suo gregge)
- "Don Camillo en Peppone" (Don Camillo e Peppone)
- "Don Camillo, Basta!"
- "Don Camillo in de bocht"
- "Don Camillo en zijn zwarte schapen"
- "Don Camillo: Geesten en beesten" (postuum)

- Bibsys: 90172729
- Biblioteca Nacional de España: XX1721273
- Bibliothèque nationale de France: cb11906097h (data)
- Catàleg d'autoritats de noms i títols de Catalunya: 981058515423306706
- CiNii: DA03800783
- Digitale Bibliotheek voor de Nederlandse Letteren: guar004
- Gemeinsame Normdatei: 118698745
- International Standard Name Identifier: 0000 0001 2120 0931
- Library of Congress Control Number: n50033000
- Nationale Bibliotheek van Letland: 000088657
- Bibliotheek van het Japanse parlement: 00441902
- Nationale Bibliotheek van Tsjechië: jo2002101362
- Nationale bibliotheek van Australië: 35155548
- Nationale Bibliotheek van Israël: 987007262132605171
- Nationale en Universitaire bibliotheek Zagreb: 000056413
- Nederlandse Thesaurus van Auteursnamen: 069079919
- Réseau des bibliothèques de Suisse occidentale: 02-A000076058
- Istituto Centrale per il Catalogo Unico: CFIV001070
- LIBRIS: 245953
- SNAC: w6j40ccn
- Système universitaire de documentation: 026905469
- Trove: 844906
- Virtual International Authority File: 9847198
- WorldCat: E39PBJwMDxPrhy9QMtMhd9cByd